# 양성화 (방송인)
양성화는 대한민국의 MC이다. 여수MBC의 신나는 오후를 진행한다.

## 학력
- 숭덕고등학교 졸업
- 전남대학교 학사
- 동신대학교 석사[1]